# Pure (In the Woods...)
Pure è il quarto album in studio del gruppo musicale In the Woods..., pubblicato nel 2016 dalla Debemur Morti.

## Tracce
1. Pure – 7:21
2. Blue Oceans Rise (Like a War) – 5:41
3. Devil's at the Door – 5:47
4. The Recalcitrant Protagonist – 5:43
5. The Cave of Dreams – 4:55
6. Cult of Shining Stars – 5:55
7. Towards the Black Surreal – 7:01
8. Transmission KRS – 10:46
9. This Dark Dream – 7:18
10. Mystery of the Constellations – 7:02

## Formazione
- James Fogarty - voce, chitarra, tastiera
- Christian Botteri - chitarra
- Christopher Botteri - basso
- Anders Kobro - batteria